# Pierre-Nicolas Chantreau
Pierre Nicolas Chantreau, dit parfois don Chantreau, né à Paris le 3 janvier 1741 et mort à Auch le 25 octobre 1808, est un historien, journaliste, grammairien, lexicographe et agent secret  français.

## Biographie
Vers 1762, à l'âge de vingt-et-un ans, il se rend en Espagne pour devenir professeur de français à l'École royale d'Ávila. Il y publie une grammaire française à l'usage des hispanophones qui lui vaut d'entrer à l'Académie royale espagnole et de recevoir le titre de don Chantreau. De retour en France en 1782, il adhère aux idées révolutionnaires et devient fonctionnaire à la section des bibliothèques du Comité d'instruction publique. En 1792, il est chargé d'une enquête à la frontière espagnole, mission secrète dont l'objet est de s'assurer des dispositions des Catalans envers la Révolution française. En 1794, il propose au directoire départemental du Gers la création d'un journal d'éducation, Les Documents de la raison, feuille antifanatique, puis il rédige le Courrier du département du Gers. Il est ensuite professeur d'histoire à l'école centrale d'Auch en 1796, puis à l'École militaire, alors installée à Fontainebleau, en 1803.
Tandis que ses tableaux et chronologies historiques tombèrent rapidement dans l'oubli, son lexique des mots de la Révolution inspira à Louis-Sébastien Mercier une Néologie ou vocabulaire de mots nouveaux, et sa grammaire française, dont plusieurs éditions se succédèrent jusqu'en 1926, fit date dans l'histoire de l'enseignement des langues en Espagne.

## Ouvrages
- Arte de hablar bien francés, ó Gramática completa (1781)
- Dictionnaire national et anecdotique, pour servir à l'intelligence des mots dont notre langue s'est enrichie depuis la révolution, et à la nouvelle signification qu'ont reçue quelques anciens mots, enrichi d'une notice exacte et raisonnée des journaux, gazettes et feuilletons antérieurs à cette époque, avec un appendice contenant les mots qui vont cesser d'être en usage, et qu'il est nécessaire d'insérer dans nos archives pour l'intelligence de nos neveux, par M. de L'Epithète, élève de feu M. Beauzée, académicien, mort de l'Académie française (1790) (Texte en ligne)
- Lettres écrites de Barcelonne à un zélateur de la liberté qui voyage en Allemagne, ou voyage en Espagne, ouvrage dans lequel on donne des détails : 1° sur l'état dans lequel se trouvaient les frontières de l'Espagne en 1792 ; 2° sur le sort des émigrés dans ce pays, avec des détails philosophiques sur les mœurs, etc. (1792)
- Voyage dans les trois royaumes d'Angleterre, d'Écosse et d'Irlande, fait en 1788 et 1789 (3 volumes, 1792). Réédition : Elibron Classics, Adamant Media Corporation, 2006.
- Voyage philosophique, politique et littéraire fait en Russie pendant les années 1788 et 1789, traduit du hollandais, avec une augmentation considérable, par le citoyen Chantreau (2 volumes, 1794)
- Manuel des instituteurs. Essai didactique, dans lequel on indique l'espèce de livres élémentaires qui conviennent à nos nouvelles écoles, la manière de les faire, et les moyens d'en tirer le plus grand fruit (1794)
- Tables chronologiques qui embrassent toutes les parties de l'histoire universelle, année par année, depuis la création du monde jusqu'en 1768, publiées en anglais par John Blair, et traduites en français par le citoyen Chantreau, qui les a continuées jusqu'à la paix conclue avec l'Espagne en 1795 (1795)
- Système analytique des notions qu'il faut acquérir pour connaître complètement l'histoire d'une nation, et le plan à suivre pour l'écrire (1799)
- Table analytique et raisonnée des matières contenues dans les soixante-dix volumes des Œuvres de Voltaire (2 volumes, 1801). Édition dite de Beaumarchais.
- De l'Importance de l'étude de l'histoire et de la vraie manière de l'enseigner, d'après un nouveau plan présenté par tableaux (1802)
- Mappemonde chronographique pour l'histoire ancienne et moderne, avec une explication qui en facilite l'usage (1803)
- Science de l'histoire, contenant le système général des connoissances à acquérir avant d'étudier l'histoire et la méthode à suivre quand on se livre à ce genre d'étude, développée par tableaux synoptiques (3 volumes, 1803-1806)
- Notice élémentaire sur l'origine, la fondation et les changemens qu'ont éprouvés pendant leur durée les empires et états dont il est fait mention dans l'histoire de l'Europe, de l'Asie et de l'Afrique, pour servir à l'étude de la Mappemonde chronologique de l'ancien continent (1804)
- Élémens d'histoire militaire, contenant toutes les notions nécessaires à l'intelligence de l'histoire militaire des peuples, avec un précis des guerres qu'ils ont entreprises depuis l'ère des olympiades jusqu'au traité de Tilsitt (1808)
- Histoire de France abrégée et chronologique, depuis la première expédition des Gaulois jusqu'en septembre 1808, rédigée en forme de mémorial, d'après l'Art de vérifier les dates (2 volumes, 1808)